# Pan Yunu
Pan Yunu, död 501, var en kinesisk konkubin. Hon var favoritkonkubin till kejsar Xiao Baojuan av Södra Qidynastin.
Hon har traditionellt utpekats som förebilden för fotbindning i Kina, men det finns ingenting som tyder på att hon startade traditionen,  som i själva verket inte tros ha existerat i Kina under hennes livstid och inte kan bekräftas förrän på 1100-talet, sexhundra år efter hennes död.